# DR-Baureihe E 170
Die DR-Baureihe E 170 war eine für den Rangierdienst entwickelte vierachsige Elektrolokomotive, die 1913 für die Spandauer Hafenbahn gebaut wurde. Ab 1924 kam das Einzelstück von Berchtesgaden aus auf der Bahnstrecke Berchtesgaden–Hangender Stein und der Königsseebahn zum Einsatz. Nach der Umstellung der Königsseebahn auf eine Fahrdrahtspannung von 15 kV 16 2⁄3 Hz Wechselstrom wurde die E 170 01 zur Akkulokomotive umgebaut und versah ihren Dienst bis zu ihrer Ausmusterung 1959.

## Geschichte

### Oberleitungsbetrieb
Die Lokomotive wurde 1913 von Borsig und SSW für 44.112 Reichsmark für die zur Elektrifizierung bestimmte Spandauer Hafenbahn gebaut. Da diese auf Grund des Ersten Weltkrieges nicht mehr erfolgte, übernahm die Deutsche Reichsbahn die Lokomotive als E 170 01 in ihren Bestand und stationierte sie am 20. Juni 1924 im Bahnbetriebswerk Berchtesgaden. Aufgaben der Lokomotive waren das Bereitstellen von Zügen für die Königsseebahn und gelegentliche Güterzugleistungen auf dieser Strecke sowie bis zu deren Stilllegung am 2. Oktober 1938 auf der Strecke Berchtesgaden–Hangender Stein. Bei einem dieser Einsätze entgleiste die Lokomotive in Marktschellenberg auf Grund einer falschen Weichenstellung.

### Akkubetrieb
Als die Königsseebahn 1942 auf Wechselstrom umgestellt wurde, entfiel das bisherige Einsatzgebiet. Daher entschloss sich die Deutsche Reichsbahn, die Lokomotive E 170 01 zur Akkulokomotive umzubauen. Der Umbau wurde 1942 im Reichsbahnausbesserungswerk Neuaubing durchgeführt. Dabei behielt die Lokomotive ihre ursprüngliche Bezeichnung. Die Arbeitsaufgaben beschränkten sich fortan auf Bereitstellungen und gelegentliche Güterleistungen auf der Königsseebahn sowie Rangierleistungen im Bahnhof Berchtesgaden. Zudem wurden Fahrten bis zum Salzbergwerk Berchtesgaden, das heißt auf dem Restabschnitt der Bahnstrecke Berchtesgaden–Hangender Stein, durchgeführt. Nach 1945 waren diese Dienste noch intensiv, doch Mitte der 1950er Jahre nahmen die Leistungen immer weiter ab, bis die Deutsche Bundesbahn die Lokomotive 1959 ausmusterte.

## Konstruktive Beschreibung

### Oberleitungsbetrieb

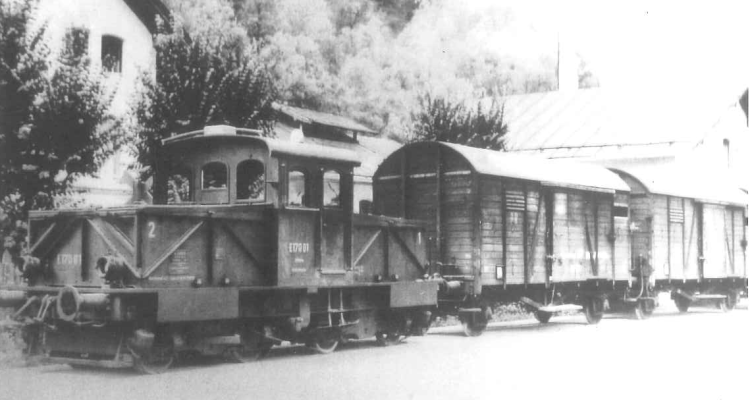
E 170 01 als Akkulokomotive um 1950 in Berchtesgaden

Die Lokomotive war eine zur damaligen Zeit übliche Vorbautenlokomotive mit Mittelführerstand. In den Vorbauten wurde die elektrische Ausrüstung untergebracht. Der Hauptrahmen war durchgehend und kräftig ausgebildet. An den Enden waren je eine reguläre Zug- und Stoßeinrichtung angebaut. Das Laufwerk bestand aus zwei zweiachsigen Triebdrehgestellen mit Außenrahmen einfacher Bauart. Die Bahnräumer waren als Schneepflug ausgebildet. Im Anlieferungszustand waren die Räder seitlich mit Verblendungen verkleidet, welche später abgebaut wurden. Die Lokomotive besaß einen ungefederten einseitigen Tatzlager-Antrieb.  
Der Stromabnehmer in Sonderbauart, ausgelegt für 1.000 Volt Gleichspannung, war ursprünglich mit drei, später mit zwei Schleifstücken ausgerüstet. Auf dem Dach waren ferner eine Überspannungs- sowie eine Überstromschutzausrüstung vorhanden. Gesteuert wurde die Lokomotive durch einen handbetriebenen Fahrschalter, der zwölf Anfahr- und zwei Dauerfahrstufen ermöglichte. Die beiden Fahrmotoren eines Drehgestelles waren ständig in Reihe geschaltet, beide Gruppen konnten entweder in Reihe (Fahrstufen 1–7) oder in Parallelschaltung (Fahrstufen 13–17) gesteuert werden. Die Fahrstufen 8–12 waren in Reihen-Parallel-Schaltung ausgeführt. Als Fahrmotoren wurden selbstbelüftete Gleichstrom-Reihenschlußmotoren verwendet. 
Ursprünglich besaß die Lokomotive eine Westinghouse-Bremse. Die Druckluftanlage bestand aus dem Luftverdichter, dem Hauptluftbehälter und der Hauptluftleitung. Vorhanden waren eine Signalpfeife, eine Signalglocke sowie die Sandstreueinrichtung. Als Feststellbremse diente eine Spindelhandbremse. 

### Akkubetrieb
Beim Umbau zur Akkulokomotive wurden in den Vorbauten die Akkumulatoren der AFA Hagen eingebaut. Diese bestanden aus 270 Zellen, die eine Klemmenspannung von 500 Volt lieferten. Wegen der größeren Last mussten der Rahmen und die Vorbauten durch aufgenietete Profilstäbe verstärkt werden. Die Steuerung wies nach dem Umbau mit einem neuen Fahrschalter zwölf Anfahr- und sechs Dauerfahrstufen auf.